# Embalse de Loriguilla
El embalse de Loriguilla, terminado en el año 1965, se localiza en la cuenca del río Turia, entre los términos municipales de Chulilla y Loriguilla, a 63 km de la ciudad de Valencia, en la provincia de Valencia, Comunidad Valenciana, España.

## Descripción

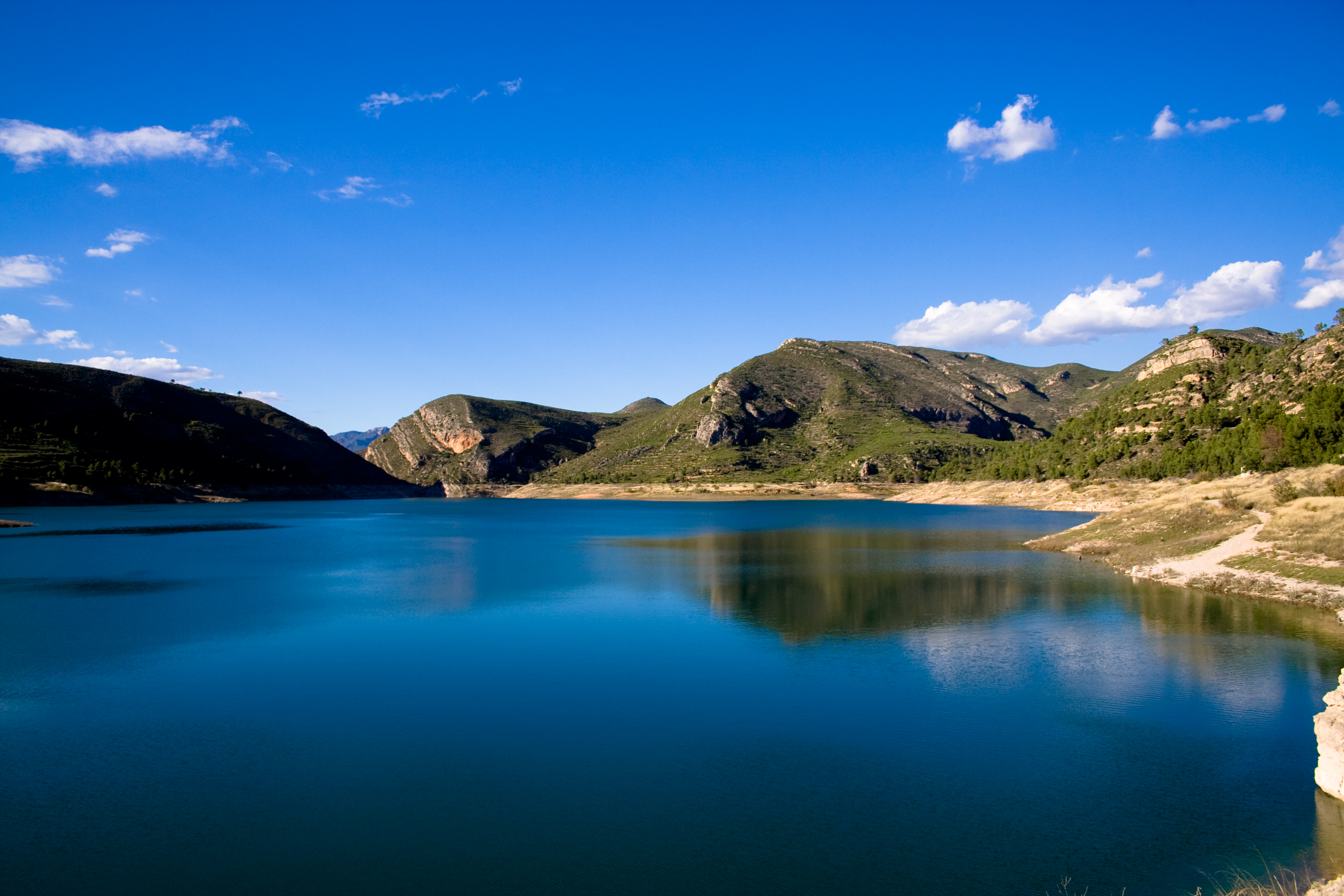
Vista del embalse

El embalse ocupa una superficie máxima de 364 ha y con una capacidad máxima de 71 hm³. Su construcción obligó a desplazar a otras ubicaciones las localidades de Loriguilla y Domeño, cuyas tierras más fértiles quedarían bajo las aguas.
Los usos reconocidos del embalse son los siguientes:
- Abastecimiento urbano.
- Abastecimiento y regulación para regadío.
- Producción hidroeléctrica: aguas abajo de la presa de Loriguilla (pie de presa) se localiza la Central Hidroeléctrica de Chulilla, con una capacidad instalada de 10,40 MW.

## Presa
La presa, de titularidad estatal, a través de la Confederación Hidrográfica del Júcar, es una presa de tipo gravedad en hormigón en masa con planta curva con un radio de curvatura de 400 metros, perfil triangular con talud 0,05 aguas arriba y 0,75 aguas abajo y una altura de 57,50 metros sobre el lecho del río y altura máxima sobre cimientos de 78,67 metros; tiene una longitud de coronación de 198 metros.
El aliviadero se sitúa sobre la coronación de la presa en su parte central, con un perfil tipo Creager. El vertedero se compone de cuatro vanos de 13,75 metros de luz separados por pilas con perfiles hidrodinámicos Joukowsky cerrados por compuertas Tainter de 13,25 × 7 m, cuyos mecanismos de accionamiento se alojan en el interior de las pilas. El desagüe de fondo se ubica en el centro de la presa y consta con un único conducto con revestimiento metálico.
La presa también cuenta con dos tomas: la superior, destinada a la central eléctrica de pie del presa, cuyo eje se localiza en la cota 285 m s. n. m. y un diámetro de 2,5 m, y la inferior, destinada al riego, con un diámetro de 1,4 m, cuyo eje se localiza en la cota 275 m s. n. m.